# とうみケーブルテレビ
とうみケーブルテレビは、長野県東御市が運営していたケーブルテレビ局である。

## 概要と経歴
1999年（平成11年）、旧北御牧村が「みまきケーブルテレビ」として開局。東御市発足を経て長野県長野市周辺に地上デジタル放送が開始された2006年(平成18年)10月1日に、現在の名称に改称され、略称もMCTからTCTに変更された。
かねてから東御市東部地区や隣接自治体をサービスエリアとする上田ケーブルビジョン（以下UCV社）と自主制作やインターネットなどで提携していたが、2014年（平成26年）4月よりUCV社はとうみケーブルテレビの指定管理者となり関係を深め、2020年（令和2年）4月に東御市はケーブルテレビ事業をUCV社に譲渡して、とうみケーブルテレビは21年の歴史に幕を下ろした。

## サービスエリア
長野県東御市（北御牧地区のみ）

## 主な放送チャンネル

### テレビ局
| アナログ | デジタル  | 放送局                          |
| -------- | --------- | ------------------------------- |
| 2        | TV011-012 | NHK長野総合                     |
| 9        | TV021-023 | NHK長野教育                     |
| 5        | TV041-042 | テレビ信州                      |
| 10       | TV051-052 | 長野朝日放送                    |
| 11       | TV061-062 | 信越放送                        |
| 8        | TV081-082 | 長野放送                        |
| 3        | BS101-102 | NHKBS1                          |
|          | BS103-104 | NHKBSプレミアム                 |
|          | BS141-143 | BS日テレ                        |
|          | BS151-153 | BS朝日                          |
|          | BS161-163 | BS-TBS                          |
|          | BS171-173 | BSジャパン                      |
|          | BS181-183 | BSフジ                          |
| 23       | BS191-193 | WOWOW                           |
|          | BS200-202 | スター・チャンネル ハイビジョン |
| 6        | 001       | 上田ケーブルビジョン1ch         |
| 1        | 004       | 自主制作                        |
|          | 007       | 信毎文字ニュース                |
| 36       | 008       | ウェザーニューズ                |
| 15       | 212       | GAORA                           |
| 30       | 217       | ゴルフネットワーク              |
| 13       | 218       | 日テレG+                        |
|          | 225       | 東映チャンネル                  |
| 24       | 226       | 衛星劇場                        |
| 22       | 227       | スター・チャンネル              |
|          | 228       | スター・チャンネル プラス       |
|          | 229       | スター・チャンネル クラシック   |
| 32       | 230       | ファミリー劇場                  |
| 14       | 231       | スーパー!ドラマTV               |
|          | 234       | 時代劇専門チャンネル            |
| 34       | 236       | アニマルプラネット              |
|          | 238       | TBSチャンネル                   |
|          | 241       | アニマックス                    |
| 20       | 251       | 日経CNBC                        |
|          | 252       | 日テレNEWS24                    |
| 31       | 258       | 朝日ニュースター                |
| 25       | 263       | MTV                             |
| 20       | 270       | 囲碁・将棋チャンネル            |
| 9        | 272       | QVC                             |
|          | 276       | 釣りビジョン                    |
| 35       | 277       | 旅チャンネル                    |
|          | 281       | フジテレビTWO                   |
|          | 282       | フジテレビONE                   |
| 26       | 285       | グリーンチャンネル              |
|          | 286       | グリーンチャンネル2             |
| 21       |           | 放送大学                        |
| 27       |           | クラシカ・ジャパン              |
| 28       |           | 歌舞伎チャンネル                |

地上アナログ放送の13 - 36chの視聴にはホームターミナルが別途必要（有料貸与）。デジタル放送はI-HITSを使用していた。
在京キー局各局の地上アナログ放送での区域外再放送には、上田ケーブルビジョンの受信点を共同利用していた。その関係で2005年度（平成17年度）まではTOKYO MXの地上アナログ放送も区域外再放送を行っていた。しかし1999年（平成11年）の本局開局時点で、在京キー局各局へ地上アナログ放送での区域外再放送の同意を申請していなかったことから、2009年（平成21年）9月までに在京キー局5局すべての地上アナログ放送での区域外再放送を停止した（地上デジタル放送での区域外再放送は元々行っていなかった）。これにより、“第2のINC”と化することになった。県内に系列局のないテレビ東京については再送信停止後も再送信再開に向け協議する予定、としていた。